# Christus Koning (Pachuca)
Het monument Christus Koning van Pachuca (Spaans: Cristo Rey de Pachuca) is een 20 meter hoog beeld van Jezus op de heuvel Santa Apolonia in Pachuca de Soto in de deelstaat Hidalgo, Mexico.

## Geschiedenis
Toen in 1980 een groep mijnwerkers in de mijn van Paricutín vast kwam te zitten in een liftschacht, deden zij met weinig hoop op bevrijding de belofte "Christus Koning, als wij gered worden, zullen wij voor U een monument laten oprichten".
De - geredde - mijnwerkers kwamen hun belofte na, maar het duurde bijna twee decennia om het benodigde geld bijeen te krijgen en de vergunning van de gemeente Pachuca om te mogen bouwen op de heuvel rond te krijgen. De bouw werd mogelijk gemaakt met steun van het mijnbouwbedrijf Real del Monte, diverse instellingen en donaties van mijnwerkerfamilies.

## Beschrijving
Het monument werd gemaakt van marmer en is 33 meter hoog, exclusief sokkel 20 meter. De hoogte van 33 meter staat voor het aantal jaren dat Christus op aarde leefde. Het beeld staat op de top van een heuvel, ruim 2662 meter boven de zeespiegel. Aan de voet van het beeld hebben bezoekers vanaf een platform uitzicht over de stad.